# Кулухова, Кристина Казбеговна
Кристина Казбеговна Кулухова (род. 14 июля 2003 года) — сербский боксёр, до 2024 года представлявшая Россию. Двукратный призёр чемпионатов России (2022 и 2023 годов). Чемпионка Европы (2024). Финалистка молодежного первенства России U22. Серебряный призер Первенства Европы U23 (2024).

## Карьера
Кристина родилась 14 июля 2003 года во Владикавказе, Северная Осетия, Россия.
В 2022 году на чемпионате России в Краснодаре завоевала бронзовую медаль в весовой категории до 63 кг.
В 2023 году в Уфе на чемпионате России по боксу во второй раз стала бронзовым призёром чемпионата страны в категории до 63 кг.
В 2024 году сменила гражданство и стала представлять Сербию на международных турнирах по женскому боксу. В составе сборной Сербии приняла участие в чемпионате Европы, который состоялся в Белграде. В весовой категории до 63 кг завоевала чемпионский титул, победив в финале россиянку Елену Бабичеву.
На олимпийском квалификационном турнире в Бангкоке, в категории до 66 кг, не смогла отобраться на летние Олимпийские игры в Париж, в решающем поединке уступила и отдала лицензию на Игры узбекской спортсменке Навбахор Хамидовой.

## Достижения
- Бронзовый призёр чемпионата России 2022 года;
- Бронзовый призёр чемпионата России 2023 года;
- Чемпионка Европы 2024 года.